# Giuseppe Da Prato
Giuseppe Da Prato (* 23. Juli 1936 in La Spezia; † 5. Oktober 2023) war ein italienischer Mathematiker und Professor für Mathematik an der italienischen Elitehochschule Scuola Normale Superiore.

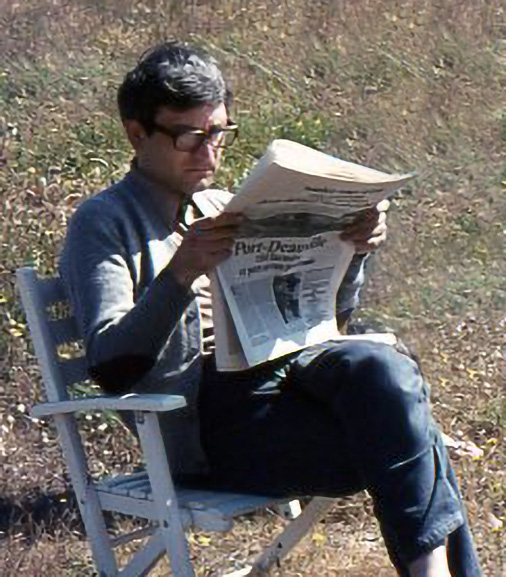
Giuseppe Da Prato (1976)

Er beschäftigte sich vor allem mit der stochastischen Analysis, stochastischen und deterministischen partiellen Differentialgleichungen und der Kontrolltheorie.

## Biographie
Da Prato promovierte 1960 an der Universität La Sapienza in Rom bei Marcello Cini. 1963 wurde er Assistenzprofessor an der Universität Pisa. 1968 wurde er Professor an der Universität La Sapienza
und gewann 1969 den Bartolozzi-Preis.
Er blieb bis 1977 an der Universität und war in dieser Zeit auch Gastprofessor an der Universität Nizza Sophia-Antipolis in Frankreich. 1977 wechselte er an die Universität Trient, wo er zwei Jahre Professor war, bevor er 1979 Professor an der Scuola Normale Superiore in Pisa wurde und dort fast 30 Jahre blieb. In der Zeit von 1981 bis 1982 war er zudem Gastprofessor an der University of Maryland in den USA.
Da Prato war aktives Mitglied im Editorial Board verschiedener mathematischer Zeitschriften:

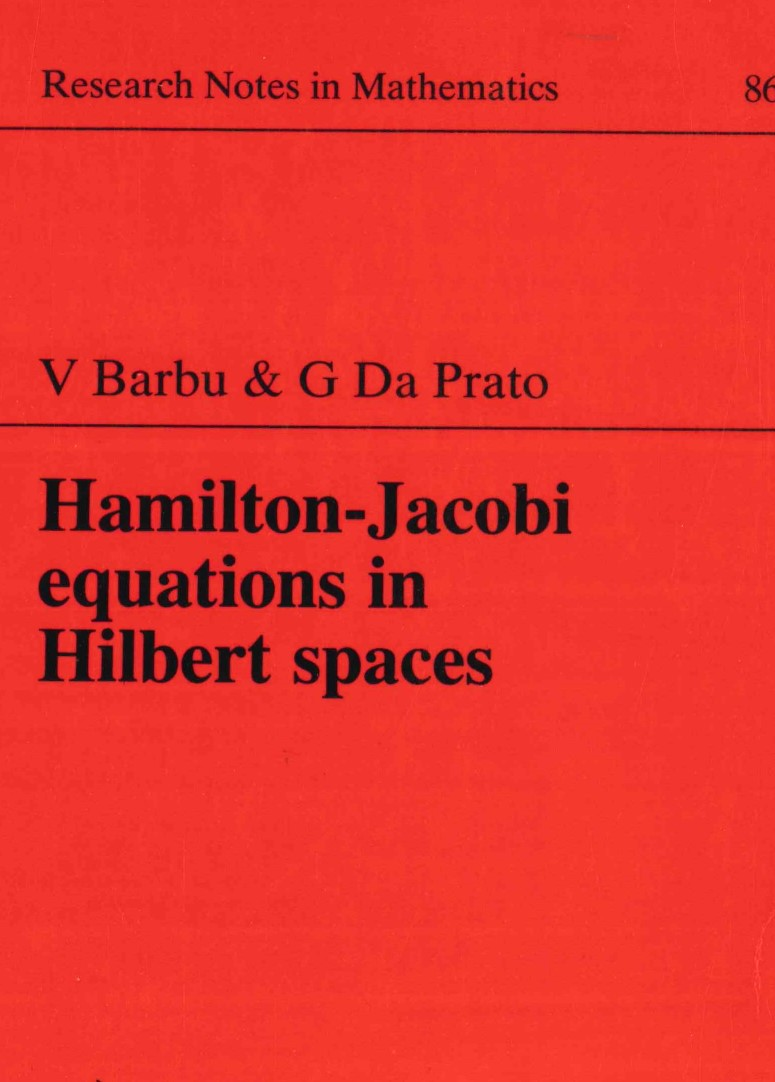
G. Da Prato, V. Barbu, Hamilton-Jacobi equations in Hilbert spaces (1983)

„journals Annali della Scuola Normale Superiore di Pisa“, „Communications in Applied Analysis“, „Dynamics of Continuous Discrete and Impulsive Systems“, „Infinite Dimensional Analysis“, „Quantum Probability and Related Topics“, „International Journal of Pure and Applied Mathematics“, „Journal of Evolution Equations“, „Stochastic Analysis and Applications“
Zudem war er Mitbegründer der Zeitschrift „Nonlinear Differential Equations and Applications (NoDEA)“. 2018 wurde er zum Mitglied der Academia Europaea gewählt.
Er lebte in Pisa und starb im Oktober 2023 im Alter von 87 Jahren.

## Publikationen (Auswahl)
Da Prato veröffentlichte über 380 Artikel inklusive 10 Bücher.
- mit Alain Bensoussan, Michel Delfour und Sanjoy Mitter (1992) "Representation and Control of Infinite Dimensional Systems", volume I.
- mit Jerzy Zabczyk (1996) "Ergodicity for Infinite Dimensional Systems" (London Mathematical Society Lecture Note Series). Cambridge: Cambridge University Press. doi:10.1017/CBO9780511662829
- mit Jerzy Zabczyk (2002) "Second order partial differential equations in Hilbert spaces".
- mit Luigi Ambrosio und Andrea Mennucci (2012) "Introduction to Measure Theory and Integration". Lecture Notes (Scuola Normale Superiore).	Springer Science & Business Media. ISBN	8876423869
- mit Jerzy Zabczyk (2014) "Stochastic Equations in Infinite Dimensions" (2nd ed., Encyclopedia of Mathematics and its Applications). Cambridge: Cambridge University Press. doi:10.1017/CBO9781107295513
- mit Viorel Barbu und Michael Röckner (2016) "Stochastic Porous Media Equations". Springer. ISBN 978-3-319-41068-5. doi:10.1007/978-3-319-41069-2